# 라파엘 카를로스 페레스 곤살레스
라파엘 카를로스 페레스 곤살레스(스페인어: Rafael Carlos Pérez González, 1948년 7월 23일, 나바라 주 올리테 ~)는 줄여서 마라뇬(스페인어: Marañón)으로 알려진 스페인의 전 축구 선수로, 현역 시절 스트라이커로 활약하였다.
그가 프로 무대 신고식을 치른 곳은 레알 마드리드였지만, 주 활동 무대는 에스파뇰이었고, 현역 13년을 활동하면서, 그는 라 리가 경기에 총 308번 출전하였고, 116골을 기록하였다.
마라뇬은 스페인 국가대표팀 일원으로 1978년 FIFA 월드컵에 참가했다.

## 클럽 경력
나바라 주 올리테 출신인 마라뇬은 19세의 나이로 레알 마드리드의 유소년부에 입단해 세군다 디비시온의 온티녠트로 임대되어 프로 무대에 첫 발을 디뎠고, 그 다음 시즌에는 스포르팅 히혼으로 한 번 더 임대되었다. 그는 1970년에 레알 마드리드 1군 선수로서 본격적 합류를 했지만 마드리드에서의 4년 동안 주전으로 도약하지 못하였고, 가장 많은 출장 기회를 얻은 시즌은 라 리가 19경기에 출전한 1973–74 시즌이었다.
마라뇬은 1974년에 에스파뇰로 이적하면서 국면의 전환을 맞이하였다. 처음 두 시즌을 부진하게 보낸 마라뇬은 이후 최소 두 자리 수의 득점을 올렸고, 카탈루냐 연고 구단을 유럽대항전에 진출시켰고, 주장 완장을 차게 되었으며, 국가대표팀에도 차출되었다.
1986년, 마라뇬은 에스파뇰의 이웃 사바델에서 3년을 더 활약하였는데 3부 리그 구단을 1년차에 2부 리그로 올려놓았다. 이후, 거의 38세가 되어서 현역에서 은퇴하였다. 그는 111골로 에스파뇰의 1부 리그 최다 득점자였는데, 이 기록은 라울 타무도가 2007년에 2-2로 비긴 바르셀로나와의 원정 경기에서 경신했다.

## 국가대표팀 경력
에스파뇰에서 22골을 기록해 발렌시아의 마리오 켐페스에 이어 득점 공동 2위에 올라 자신의 최고 시즌을 보낸 마라뇬은 유럽 예선 통과를 목전에 둔 스페인 국가대표팀에 차출되어 1-1로 비긴 헝가리와의 친선경기에 출전하였고, 알리칸테에서 벌어진 이 경기는 1-1로 비겼다. 이후, 그는 1978년 FIFA 월드컵에 참가할 선수단 명단에 이름을 올렸지만, 본선에서 한 경기도 출전하지 못했고, 약 1년 동안 총 4번의 국가대표팀 경기에 출전하는 데에 그쳤다.

## 수상
스포르팅 히혼
- 세군다 디비시온: 1969–70

레알 마드리드
- 라 리가: 1971–72
- 코파 델 헤네랄리시모: 1973–74

사바델
- 세군다 디비시온 B: 1983–84